# 熊本県立熊本聾学校
熊本県立熊本聾学校（くまもとけんりつ くまもとろうがっこう）は、熊本県熊本市東区東町にある県立の聾学校。熊本県唯一の聾学校。略称「熊聾」（くまろう）。

## 概要
歴史
1911年（明治44年）に設立された「私立熊本盲唖技芸学校」を前身とする。1947年（昭和22年）に盲学校と分離し、聾学校として独立。現校名になったのは1953年（昭和28年）。2011年（平成23年）に創立100周年を迎えた。
学部
- 幼稚部
- 小学部（6年）
- 中学部（3年）
- 高等部
  - 本科（3年） - 普通科（一般学級・重複学級）、理容科
  - 専攻科（本科終了後の2年） - 理容科

校章
現校章は80周年を記念して1991年（平成3年）に制定された。2枚の銀杏の葉と「熊」の文字を組み合わせたものとなっている。
校歌
校章と同じく、1991年（平成3年）に制定。作詞は杉元安弘（1991年当時の校長）、作曲は末次定義（熊本県師範学校教諭）による。これは1929年（昭和4年）制定の旧校歌の歌詞（作詞:八波則吉）を改定したものである。歌詞は3番まであり、校名は歌詞中に登場しない。
併設
- 聴覚支援センター
- 熊本県立熊本支援学校高等部東町分教室

## 沿革
- 1911年（明治44年）
  - 9月15日 - 「私立熊本盲唖技芸学校」の設立が認可される。
  - 11月20日 - 熊本市坪井町に開校。生徒数は盲が27名、聾が8名の計35名。
- 1915年（大正4年）10月29日 - 熊本市京町二丁目に新校舎が完成。
- 1919年（大正8年）9月4日 - 「熊本盲唖学校」に改称。
- 1924年（大正13年）
  - 4月1日 - 盲学校及聾唖学校令が施行される。初等部（修業年限6年）・中等部（5年）を設置。
  - 4月15日 - 口話法を採用。
- 1926年（大正15年）4月1日 - 県立移管により「熊本県立盲唖学校」と改称。
- 1927年（昭和2年）9月13日 - 有明海台風により校舎倒壊[2]。
- 1929年（昭和4年）10月14日 - 熊本市出水町今937番地に移転。
- 1934年（昭和9年）4月1日 - 研究科を新設。聾唖部、従来の裁縫科・工芸科に加え整容科を新設。
- 1935年（昭和10年）6月25日 - 初等部に予科（修業年限2年）を設置。
- 1936年（昭和11年）2月15日 - 中等部に理髪科を設置。
- 1937年（昭和12年）5月31日 - ヘレン・ケラーが来校。
- 1941年（昭和16年）9月27日 - 火災により校舎本館と女子寮を焼失。
- 1942年（昭和17年）12月9日 - 新校舎が完成。
- 1947年（昭和22年）4月1日 - 盲学校及聾唖学校令が失効し、学校教育法が施行される。
  - 「熊本県立聾学校」と「熊本県立盲学校」の2校に分離。天草郡本渡町に天草分教場を設置。
- 1948年（昭和23年）4月1日 - 小学部が義務制となる。
- 1950年（昭和25年）10月7日 - 厚生省により、理髪師養成施設として指定される。
- 1953年（昭和28年）4月1日 - 天草分教場が分離し、熊本県立天草聾学校として独立。これにより本校は「熊本県立熊本聾学校」（現校名）に改称。
- 1968年（昭和43年）4月1日 - 幼稚部を新設。
- 1969年（昭和44年）10月1日 - 熊本市東町（現在地）に新校舎が完成し移転を完了。授業を開始。
- 1989年（平成元年）1月31日 - 発音サインを統一。
- 1990年（平成2年）4月1日 - 高等部、被服科の募集を停止し、普通科を新設。
- 1991年（平成3年）11月9日 - 創立80周年を記念して新校章・新校歌（歌詞）を制定。
- 1994年（平成6年）4月1日 - 熊本県立天草聾学校（北緯32度27分42.4秒 東経130度11分0.4秒 / 北緯32.461778度 東経130.183444度）[3]を統合。
- 1999年（平成11年）4月1日 - 中学部において国立熊本病院への訪問教育を開始。
- 2011年（平成23年）4月1日 - 熊本県立熊本養護学校高等部の東町分教室が併設される。

## 部活動
運動部
- バドミントン部
- 陸上部

文化部
- 美術部
- 手話落語部

同好会
- JRC

## 交通
最寄りの鉄道駅
- 熊本市交通局（路面電車）健軍線 「健軍町停留場」

## 周辺
- 熊本県立盲学校
- 熊本県立第二高等学校
- 熊本市立東町中学校
- 熊本市立東町小学校
- 熊本市立健軍東小学校
- 熊本市役所東区役所
- 熊本東警察署
- 花立郵便局